# سایش شیمیایی دندان

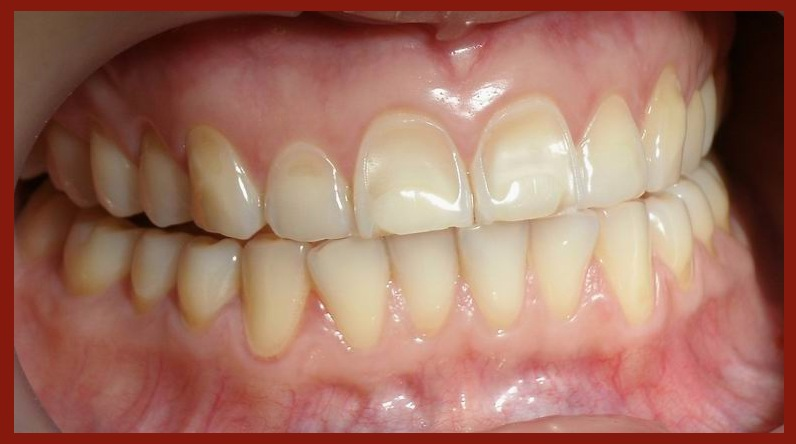
در عکس بالا خوردگی و فرورفتگی روی دندان بر اثر اروژن اسیدی دندان، به وضوح مشخص است.

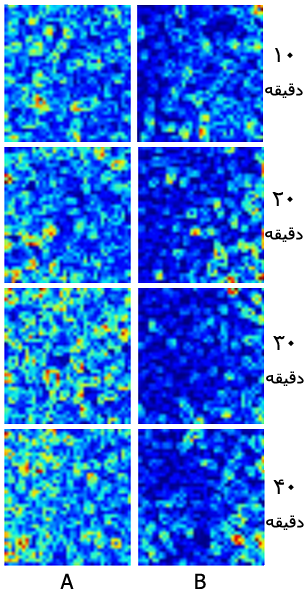
نموداری از نمونه‌های «LASCA»: ستون A مربوط به بافت فرسوده و ستون B مربوط به بافت سالم است.

سایش شیمیایی دندان یا اِروژن دندان (به انگلیسی: Dental Erosion) بیماری است که در اثر تماس مداوم و مستقیم دندان با اسید، مینا و عاج آن دچار انحلال و تخریب می‌شود. برخلاف پوسیدگی‌های دندانی، این خوردگی ناشی از باکتری‌ها نیست.

## علل
هنگامی که ماده‌ای اسیدی با دندان‌ها برخورد می‌کند مینای دندان دچار انحلال جزئی می‌شود و کمی از املاح خود را از دست می‌دهد که این موجب می‌شود مینای دندان نرم شود آن‌گاه بزاق دهان، مینای دندان را دوباره محکم کرده و به دندان امکان جبران و ترمیم مینای دندان را می‌دهد؛ بنابراین به‌طور کلی دو علت اصلی وجود دارد که موجب پدید آمدن این بیماری می‌شود:
- تماس مداوم و مستقیم اسید
- تماس نداشتن کافی بزاق دهان با دندان‌ها

هر عملی که به دو علت بالا منتهی شود می‌تواند از عوامل این بیماری باشد که به دو گروه عوامل درون‌زاد و عوامل برون‌زاد تقسیم می‌شود:

### عوامل درون‌زاد
- بیماری‌ها و اختلالاتی که موجب تماس اسید معده با دندان شوند مانند:

1. پرخوری عصبی
2. ریفلاکس معده
3. استفراغ

- اختلالاتی که موجب خشکی دهان شوند.

### عوامل برون‌زاد
- مسواک زدن:

1. مسواک زدن خشن: با این‌که عوامل کلی اسیدی هستند اما مسواک زدن خشن موجب تقویت اثر اسیدی و فرسایش سریع‌تر دندان می‌شود. بهتر است از مسواک‌های دارای موهای زبر و سفت استفاده نشود.
2. مسواک بعد از غذا: غذاهایی که خاصیّت اسیدی دارند مخصوصاً آبمیوه‌ها و لواشک‌ها یا میوه‌هایی نظیر آلو، آلبالو، پرتقال و سایر مرکبات؛ نباید بعد از خوردن آن‌ها بلافاصله مسواک زد. چراکه مانع از رسیدن بزاق دهان به دندان شده و مینای دندان که پس از تماس با مادهٔ اسیدی نرم شده را می‌تراشد.

- غذا و خوراکی‌ها:

1. ویتامین ث موجود در آب‌نبات‌ها و نوشابه‌های گازدار.
2. مصرف داروهای اسیدی
3. مصرف زیاد خوراکی‌ها و میوه‌های اسیدی از جمله مرکبات، آبمیوه‌ها، نوشابه‌های گازدار، ویتامین ث جوشان.

- اختلالاتی که موجب خشکی دهان شوند.

## پیشگیری
- عواملی که باید از آن‌ها اجتناب شود:
  - مسواک زدن نامناسب:
    1. بلافاصله پس از خوردن غذا از جمله خوردن نوشیدنی‌های اسیدی و از جمله قهوه، مسواک زده نشود، در غیر این صورت آسیب جدی به دندان‌ها وارد می‌شود. پس از مصرف مایعات یا مواد غذایی اسیدی، این اسید می‌تواند مینای دندان و حتی لایهٔ زیرین آن موسوم به دنتین را تخریب کند. حداقل یک ساعت پس از آن این کار انجام شود و سعی شود صبح یا شب‌هنگام مسواک زده شود.[۱][۳]
    2. از مسواک نرم و مناسب استفاده شود و هنگام مسواک زدن از خشونت پرهیز شود. بهتر است که خمیردندان مورد استفاده حاوی فلوراید باشد.[۱]

  - مصرف مکرر نوشابه و نوشیدنی‌های اسیدی:

مصرف مکرر نوشیدنی‌های غیرالکلی (سودا)، نوشابه‌های ورزشی و گازدار و آب‌میوه‌ها یکی از عوامل اصلی بروز این بیماری است که باید از آن دوری شود.
- و توصیه‌های دیگر:

1. بیش از یک لیوان نوشیدنی اسیدی در طی روز مصرف نشود. (برای کسانی که حساسیت بیشتری دارند)
2. پس از مصرف نوشیدنی‌های اسیدی یا استفراغ بلافاصله اقدام به مسواک زدن دندان‌ها نشود. چراکه پس از تماس اسید با دندان‌ها، مینا نرم می‌شود و بایستی صبر کرد تا مینا مجدداً توسط بزاق محکم شود؛ بنابراین مسواک زدن بلافاصله پس از مصرف نوشیدنی‌های اسیدی یا استفراغ، روند فرسایش مینای دندان را سرعت می‌بخشد. حداقل بایستی ۴۵ دقیقه بین تماس اسید با دندان و مسواک زدن فاصلهٔ زمانی وجود داشته باشد.
3. هنگام مسواک زدن، از مسواک نرم و خمیردندان حاوی فلوراید استفاده شود.
4. پس از هر بار مصرف غذاهای اسیدی، دهان به مدت ۱۰ ثانیه با آب شسته شود.
5. آب‌میوه‌ها و نوشابه‌های گازدار با نی مصرف شوند.
6. آدامس بدون قند جویده شود تا ترشح بزاق در دهان تحریک شود.
7. در صورت خشکی دهان حتماً به پزشک مراجعه شود.[۱]